# Barstowite
La barstowite è un minerale.